# Richard Genée
Franz Friedrich Richard Genée  (*Gdanjsk, 7. veljače 1823. – Baden kod Beča, 15. lipnja 1895.) je bio njemačko-austrijski libretist, pisac kazališnih komada i skladatelj.
Za hrvatsku je glazbenu povijest značajan kao pisac libreta Zriny, nadahnute junaštvom Nikole Šubića Zrinskog kod Sigeta. Napisao ga je prema uradku njemačkog pisca Theodora Körnera. Prema njegovom libretu je Franz Joseph Gläser napisao melodramu Zriny.
Praizvedba melodrame na taj libreto je bila 1836. godine.

## Djela
- Polyphen oder Ein Abenteuer auf Martinique 1856.
- Der Geiger aus Tirol 1857.
- Der Liebesring um 1860.
- Ein Trauerspiel 1860.
- Ein Narrentraum 1861.
- Die Generalprobe 1862.
- Der Musikfeind 1862.
- Die Herren von der Livree 1862.
- Die Talismänner 1863.
- Rosita 1864.
- Der schwarze Prinz 1866.
- Die Zopfabschneider 1866.
- Am Runenstein 1868.
- Schwefeles, der Höllenagent 1869.
- Eine Konzertprobe 1870.
- Der Hexensabbath 1870.
- Der Sänger mit drei Tönen 1871.
- Cleopatra oder Durch drei Jahrtausende 1875.
- Cagliostro in Wien 1875.
- Fatinitza 1876.
- Der Seekadett 1876.
- Luftschlösser 1876.
- Nanon, die Wirthin vom Goldenen Lamm 1877.
- Im Wunderland der Pyramiden 1877.
- Die letzten Mohikaner 1878.
- Gräfin Dubarry 1879.
- Nisida 1880.
- Rosina 1881.
- Der lustige Krieg 1881.
- Gasparone 1884.
- Eine gemachte Frau 1885.
- Zwillinge 1885.
- Die Piraten 1886.
- Die Dreizehn 1887.
- Signora Vedetta 1892.
- Die wachsame Schildwache 1893.
- Freund Felix 1894.[1]